# Oculum-Verlag
Die Oculum-Verlag GmbH ist ein in Erlangen ansässiger Verlag, der sich auf deutsch- und englischsprachige Publikationen für Amateurastronomen spezialisiert hat. Der Verlag wurde im Jahr 2000 von Ronald Stoyan gegründet, der 1994 auch an der Gründung der Zeitschrift interstellarum beteiligt war. Diese und ihr mittlerweile eingestellter Nachfolger Abenteuer Astronomie wurden von 2001 bis 2018 bei Oculum verlegt.
Zu den Autoren des Verlags zählen Wolf Broda, Ullrich Dittler, Jan Hattenbach, Axel Mellinger, Jürgen Rendtel, John Robbins, Stefan Seip (Mitglied in der internationalen Fotografenvereinigung The World At Night), Wolfgang Steinicke (Mitglied der Royal Astronomical Society) und Ronald Stoyan.
Zum Programm des Verlags gehören Atlanten, Bücher und Software zum Thema praktische Astronomie. Sieben besonders aufwändige Titel wurden mithilfe von Crowdfunding-Aktionen realisiert. Zahlreiche Veröffentlichungen des Verlags wurden von Cambridge University Press in englischer Sprache publiziert. Außerdem wird ein wöchentlicher Astronomie-Newsletter  herausgegeben.

## Verlagsprogramm
Bücher (Auswahl)
- Wolf Broda: Astronomischer Berechnungs-Cocktail, Ein ABC der Himmelsmechanik. 2007, ISBN 978-3-938469-15-6.
- Ullrich Dittler, Bernd Koch, Axel Martin: Handbuch Astrofotografie, Grundlagen und Praxis für Hobby-Astronomen. 2016, ISBN 978-3-938469-78-1.
- Susanne Friedrich, Peter Friedrich, Klaus-Peter Schröder: Handbuch Astronomie, Grundlagen und Praxis für Hobby-Astronomen. 2015, ISBN 978-3-938469-73-6.
- Jan Hattenbach: Sonnenfinsternis-Guide Spanien 2026/2027/2028. 2024, ISBN 978-3-949370-11-3.
- Thomas Jäger: Der Starhopper : 20 Himmelstouren für Hobby-Astronomen. 2008, ISBN 978-3-938469-23-1.
- John W. Robbins: The Detailed Lunar Atlas, 2025 ISBN 978-3-949370-16-8 (Near Side), ISBN 978-3-949370-17-5 (Far Side).
- Wolfgang Steinicke, Stefan Binnewies, Rainer Sparenberg: Reiseführer Astronomie Deutschland. 2017, ISBN 978-3-938469-86-6
- Ronald Stoyan: Atlas der Messier-Objekte. 2006, ISBN 978-3-938469-07-1.
- Ronald Stoyan: Atlas der großen Kometen : die 30 größten Kometen in Wissenschaft, Kultur und Kunst. 2013, ISBN 978-3-938469-70-5.
- Ronald Stoyan: Duplex Moon Atlas, the Next Generation Lunar Atlas. 2022, ISBN 978-3-949370-05-2.
- Ronald Stoyan, Stephan Schurig: interstellarum Deep Sky Atlas. 2013, ISBN 978-3-938469-61-3.
- Ronald Stoyan: Fernrohr Führerschein in 4 Schritten. 8. Auflage, 2022, ISBN 978-3-938469-97-2.

Zeitschriften
- Das astronomische Jahr : Woche für Woche Daten und Grafiken zur eigenen Beobachtung der Gestirne. 2007–2008, ZDB-ID 2376155-6.
- Himmels-Almanach … : astronomische Ereignisse Woche für Woche. 2015 ff., ZDB-ID 2799387-5.
- interstellarum : die Zeitschrift für praktische Astronomie. 1994–2016, ZDB-ID 1400450-1, ISSN 0946-9915. Seit 2016 unter dem Titel Abenteuer Astronomie. ZDB-ID 2847234-2, ISSN 2366-3944.